# Elaeagnus tarokoensis
Elaeagnus tarokoensis là một loài thực vật có hoa trong họ Elaeagnaceae. Loài này được S.Y.Lu & Yuen P.Yang mô tả khoa học đầu tiên năm 1993.